# Agricultura en Venezuela

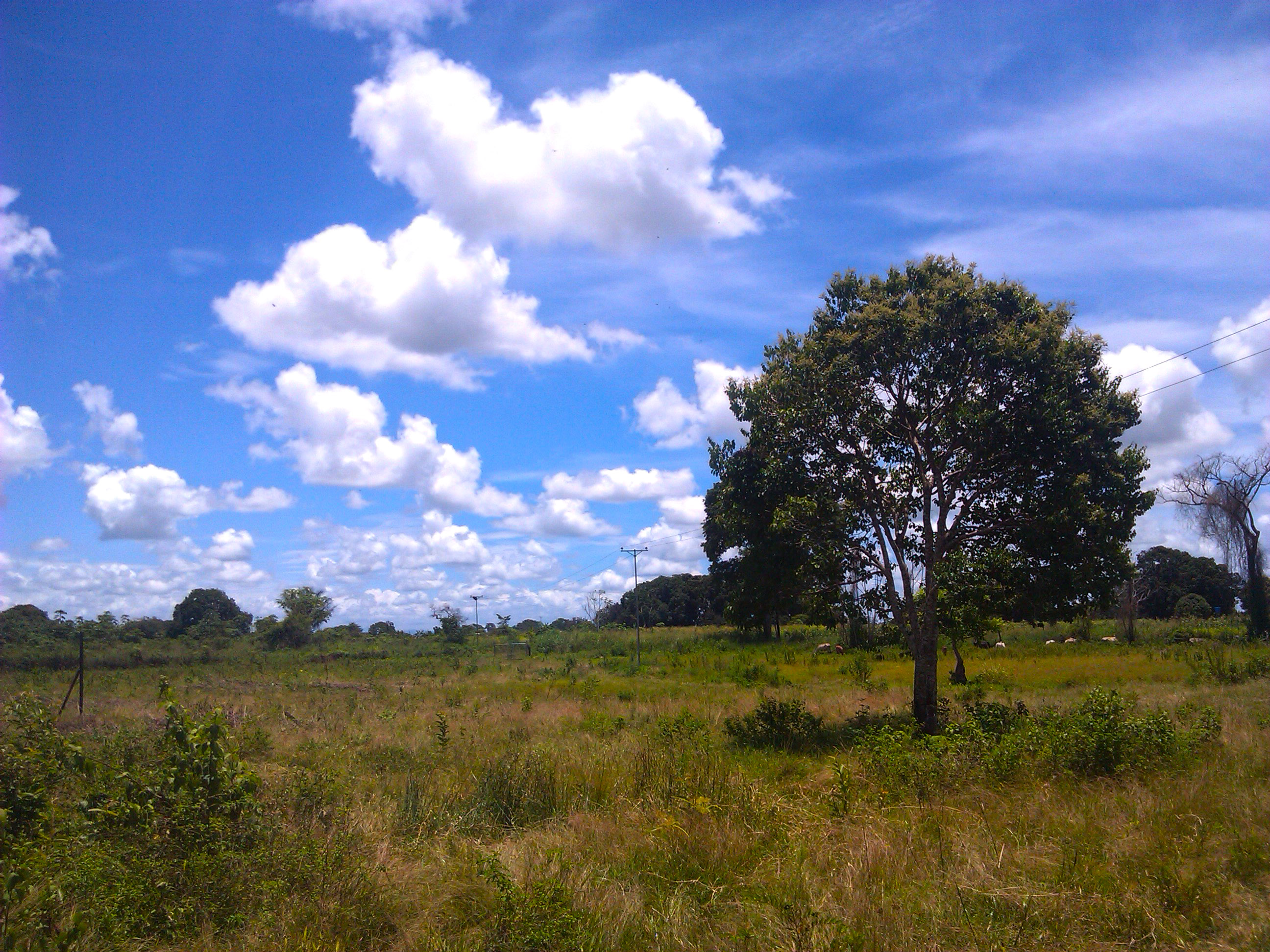
Terreno Venezuela estado monagas

La agricultura en Venezuela tiene una participación mucho menor en la economía que en cualquier otro país latinoamericano. Después del descubrimiento de petróleo en Venezuela a principios del siglo XX hasta la década de 1940, la agricultura declinó rápidamente, y con el comienzo del desarrollo industrial a gran escala en la década de 1940, la agricultura y la reforma agraria fueron descuidadas en gran medida por los sucesivos gobiernos (aunque una reforma a la ley de tierras de 1960  hizo que 200.000 familias recibieran tierras, en gran parte a principios de la década de 1960). Desde 1999, bajo la Revolución Bolivariana del presidente Hugo Chávez, la agricultura ha tenido una prioridad algo mayor. La agricultura en Venezuela representa aproximadamente el 3% del PIB, el 10% de la fuerza laboral y al menos una cuarta parte de la superficie terrestre de Venezuela. 
Venezuela importaba la mayor parte de sus alimentos, principalmente de Colombia y Estados Unidos.

## Historia

### Período prehispánico
La agricultura prehispánica en Venezuela se caracterizó por su diversidad y adaptación a las variadas ecologías del país, influenciada por las interacciones culturales y tecnológicas con las regiones de Sur y Mesoamérica. La domesticación y cultivo de plantas como la yuca Manihot esculenta y el maíz Zea mays L. jugaron un papel central en el establecimiento de modos de vida sedentarios y en la configuración de las sociedades prehispánicas venezolanas.En la región del Bajo Orinoco y la costa oriental, la introducción de la agricultura y la vida sedentaria se vincula con la tradición alfarera Barrancoide, destacando el cultivo de la yuca como base de la economía. Esta práctica se expandió a diversas regiones, incluyendo las Antillas y Brasil, llevando consigo un conjunto de técnicas y artefactos relacionados con la preparación de la harina de yuca. La diferenciación entre yuca dulce y amarga y su respectivo uso, así como el posible desarrollo del cazabe, resaltan la importancia de esta planta en la dieta prehispánica.
La expansión hacia la costa central de Venezuela muestra un patrón de asentamiento y economía mixta que incluye la pesca, la caza y el cultivo de yuca, evidenciando una adaptación a los recursos locales. La fase Valencia, caracterizada por la construcción de montículos habitacionales, indica una evolución hacia prácticas agrícolas más complejas, con la yuca manteniéndose como cultivo principal.En el occidente del país, la cuenca del Lago de Maracaibo refleja una implantación temprana de la agricultura, con la presencia de budares indicando el consumo de yuca. La evolución de los patrones de subsistencia muestra una combinación de cultivo de yuca y maíz, junto con la caza y la recolección intensiva, demostrando la diversidad de estrategias de subsistencia.
Las regiones andinas presentan un panorama distinto, con un desarrollo tardío del modo de vida basado en la producción de alimentos. La introducción de cultivos como el maíz y la papa, y técnicas agrícolas adaptadas a las condiciones montañosas, reflejan un intercambio cultural y tecnológico con regiones vecinas. La presencia de estructuras como silos subterráneos y terrazas agrícolas indica una adaptación a los desafíos ambientales y la evolución hacia sistemas agrícolas complejos.

### Período republicano
La agricultura en Venezuela durante la Restauración Liberal, especialmente en el mandato del general Cipriano Castro, se inscribe en un complejo entramado de continuidades y rupturas con los períodos históricos que la precedieron y sucedieron. La Restauración Liberal, etapa que se caracteriza por la transición hacia la modernización del Estado venezolano, incide directamente en la conformación económica y política del país, con implicaciones significativas para el sector agrícola. Este período se destaca por intentos de reforma y modernización que, si bien no lograron consolidarse plenamente debido a diversas dificultades políticas y económicas, sentaron las bases para futuras transformaciones.La economía venezolana de finales del siglo XIX y principios del XX, fuertemente dependiente de la exportación de productos agrícolas como el café, el cacao y productos pecuarios, enfrentó desafíos significativos derivados de la volatilidad de los mercados internacionales y la estructura interna del país. La inestabilidad política, marcada por insurrecciones y la predominancia de caudillos regionales, junto con las limitaciones en infraestructura y comunicaciones, conformaron un escenario complejo para el desarrollo agrícola.
La llegada de Castro al poder no solo significó un cambio en la dinámica política del país, sino que también trajo consigo una serie de reformas que buscaban modernizar la economía y el sector agrícola. Sin embargo, estos esfuerzos se vieron limitados por las condiciones políticas y económicas del momento, así como por la resistencia de estructuras tradicionales de poder. A pesar de ello, el período de Castro es crucial para entender la transición hacia un enfoque más moderno y centralizado del Estado, que tendría implicaciones importantes para la agricultura y la economía en general.El mandato subsiguiente de Juan Vicente Gómez marcó una ruptura definitiva con el período de la Restauración Liberal, estableciendo las bases para el desarrollo del Estado moderno en Venezuela. La consolidación del poder en manos de Gómez, junto con la emergencia de la industria petrolera como eje central de la economía venezolana, transformó radicalmente el panorama económico y político del país. Este cambio de paradigma económico, de un modelo agrícola exportador a uno centrado en el petróleo, tuvo profundas consecuencias para la agricultura y el desarrollo económico a largo plazo.
Antes de la década de 1950 y el inicio de las exportaciones de petróleo a gran escala, la agricultura, la pesca y la silvicultura eran fundamentales para la economía venezolana y producían más de la mitad del producto interno bruto (PIB). Todavía en la década de 1930, la agricultura todavía proporcionaba el 22% del PIB y empleaba al 60% de la fuerza laboral. Sin embargo, a medida que la industria petroquímica se expandió rápidamente en los años setenta y ochenta, la proporción de la fuerza laboral en la agricultura se redujo de una quinta parte a aproximadamente una décima parte. En 1988, la agricultura aportaba sólo el 5,9% del PIB, empleaba al 13% de la fuerza laboral y proporcionaba apenas el 1% de las exportaciones totales. La agricultura ha seguido disminuyendo y representó alrededor del 5% del PIB y el 10% del empleo en 2004. Según una encuesta del gobierno de 1997, 3,4 millones de hectáreas de tierra son aptas para la agricultura (y otros 17,1 millones de hectáreas aptas para pastos), pero solo 0,7 millones de hectáreas se emplearon en la producción de cereales. 

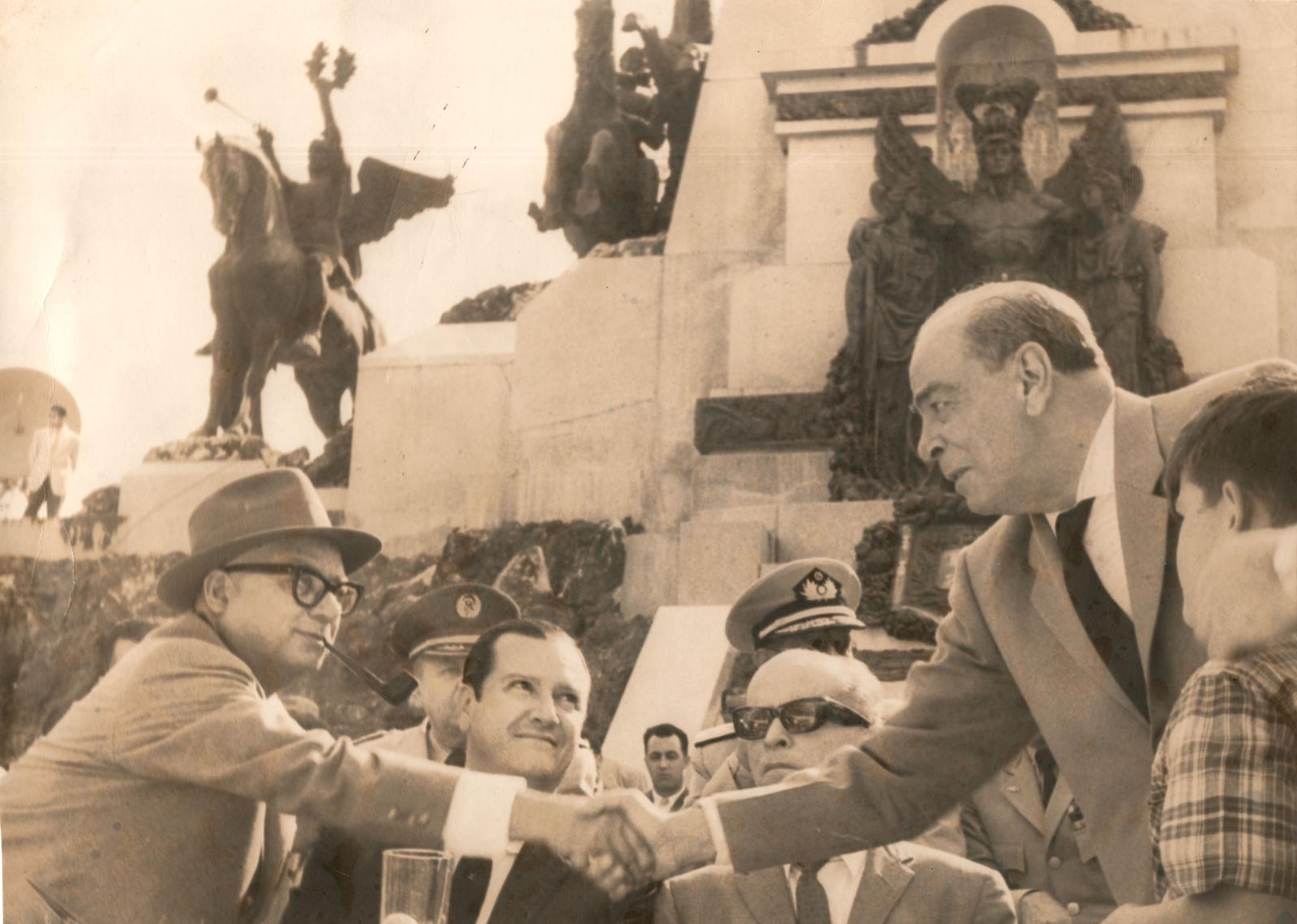
Promulgación de la Ley de Reforma Agraria en el Campo de Carabobo.

Venezuela vio varios intentos de reforma agraria antes de 1998. Durante el breve primer período de democracia (El Trienio Adeco, 1945-1948), el gobierno de Acción Democrática redistribuyó la tierra que, según dijo, había sido ganada ilícitamente por miembros de gobiernos anteriores, y a mediados de 1948 promulgó una ley de reforma agraria. La mayor parte de la tierra redistribuida de esta manera fue devuelta a sus dueños anteriores durante la dictadura de Marcos Pérez Jiménez de 1948-58. Después de la restauración de la democracia en 1958, se promulgó una nueva ley de reforma agraria en marzo de 1960, con la reforma a principios de la década de 1960 concentrada en los estados nororientales de Miranda, Aragua y Carabobo, y proveniente en gran parte de las propiedades privadas expropiadas. La reforma estuvo acompañada de un aumento considerable de la producción agrícola.  En última instancia, la reforma vio a unas 200.000 familias recibir transferencias de tierra, principalmente a principios de la década de 1960.

## Revolución bolivariana
La agricultura venezolana actual se caracteriza por la ineficiencia y la baja inversión, con el 70% de la tierra agrícola propiedad del 3% de los propietarios agrícolas (uno de los niveles más altos de concentración de la tierra en América Latina). De acuerdo con la Ley de Reforma Agraria y Agraria de 2001 (Misión Zamora), las tierras públicas y privadas consideradas ilegalmente o improductivas deben ser redistribuidas. En enero de 2009, el gobierno venezolano había redistribuido casi 2,7 millones de hectáreas de tierras ociosas (6,6 millones de acres, casi 1/3 de las tierras del latifundio existentes antes de 1998) a 180.000 familias campesinas sin tierra.
En 2005 se anunció una nueva Misión Bolivariana, Misión Vuelta al Campo; que buscaba alentar a los venezolanos urbanos empobrecidos y desempleados a regresar voluntariamente al campo. Esto ha implicado el uso de tierras recuperadas de propietarios privados donde no se pudo demostrar la propiedad, así como la nacionalización. Por ejemplo, en 2008 el gobierno expropió El Frio, una finca de 63.000 hectáreas en Apure (más grande que la isla turística de Isla Margarita), ya que sus propietarios (que se dice que incluye a Nelson Rockefeller) no pudieron demostrar un título legal de propiedad. El gobierno venezolano también ha empleado experiencia extranjera para desarrollar el potencial agrícola de Venezuela, por ejemplo, trabajando con agrónomos vietnamitas para desarrollar técnicas de siembra e híbridos de semillas de arroz apropiados para las condiciones agrícolas venezolanas. No obstante, el programa de reforma agraria ha sido objeto de críticas de diversas fuentes, y se dice que los agricultores carecen de suficiente apoyo gubernamental, particularmente en el caso de residentes urbanos que se trasladan al campo para desarrollar cooperativas agrícolas. 
Hay una escasez persistente de alimentos comunes. El gobierno culpa a los "acaparadores" y "especuladores" de la escasez de alimentos.
El gobierno creó la Misión Agro-Venezuela para apoyar la producción agrícola pequeña y mediana de los alimentos básicos más consumidos en el país.

### Crisis en el sector
El sector agrícola en Venezuela enfrenta múltiples problemas, entre los que se destacan la falta de financiamiento, escasez de combustible, insuficiencia de maquinaria, problemas de inseguridad, el contrabando y limitaciones en el ámbito tecnológico. Según Celso Fantinel, presidente de la Confederación de Asociaciones de Productores Agropecuarios de Venezuela (Fedeagro), el país experimenta un rezago de aproximadamente 40 años en su producción agrícola, comparando las cifras de producción actuales con las de la década de 1980. A pesar de una recuperación parcial tras una caída significativa en 2017, la producción sigue siendo insuficiente, afectada por la falta de recursos como el diésel, necesario para las siembras.
En 2023, Venezuela produjo 693.000 toneladas de maíz blanco y 340.000 toneladas de maíz amarillo, representando el 66% y el 25% del abastecimiento en el mercado venezolano, respectivamente. La producción de arroz blanco alcanzó las 562.000 toneladas, cubriendo el 64% de la demanda. Se espera que la producción de caña de azúcar supere las 4.200.000 toneladas, abasteciendo más del 60% del mercado. Aunque se ha registrado una recuperación en la producción de hortalizas, el bajo poder adquisitivo de los venezolanos y el encarecimiento de los productos agudizan la situación.La tecnología es otro frente en el que el sector agrícola venezolano está rezagado, habiendo perdido su posición de vanguardia desde los años 90. Aunque se han hecho esfuerzos para incorporar nuevas herramientas tecnológicas, como el mapeo satelital y aplicaciones para el clima, la falta de financiamiento dificulta la adopción de estas tecnologías.
En cuanto a la seguridad, aunque se ha observado una mejora con la implementación de alcabalas conjuntas en zonas fronterizas, el contrabando sigue siendo un problema relevante. Fantinel enfatiza la necesidad de contar con apoyo en la lucha contra el contrabando para proteger la producción nacional.Fantinel sugiere que, con el acceso adecuado a herramientas, financiamiento, combustible, seguridad y maquinaria, Venezuela podría alcanzar un abastecimiento total de los rubros tradicionales en menos de cinco años, subrayando la potencialidad del sector agrícola venezolano para superar sus actuales limitaciones.

## Otras lecturas
- Clark, Patrick (2010). «Sowing the Oil? The Chavez Government's Policy Framework for an Alternative Food System in Venezuela». Humboldt Journal of Social Relations: 135-165.
- Page, Tiffany Linton (2010). «Can the State Create Campesinos? A Comparative Analysis of the Venezuelan and Cuban Repeasantization Programmes». Journal of Agrarian Change 10 (2): 251-272. ISSN 1471-0358. doi:10.1111/j.1471-0366.2009.00244.x.
- Peter Rosset; Raj Patel; Michael Courville (2006). Promised Land: Competing Visions of Agrarian Reform. Food First Books. ISBN 978-0-935028-28-7.
- Purcell, T. F. (2013). «The Political Economy of Social Production Companies in Venezuela». Latin American Perspectives 40 (3): 146-168. ISSN 0094-582X. doi:10.1177/0094582X13476007.
- Weisbrot, Mark (September 2012). «Venezuela’s Economic Recovery: Is it Sustainable?». Center for Economic and Policy Research. Archivado desde el original el 5 de marzo de 2016.

- Datos: Q2827155
- Multimedia: Agriculture in Venezuela / Q2827155